# قناة عنقية إبطية
القناة العنقية الإبطية (بالإنجليزية: Cervicoaxillary canal)‏ هي الممر الذي يمتد بين الرقبة والأطراف العلوية، ويمر من خلال هذه القناة العصب الصدري الطويل وبعض التكوينات الأخرى.
يحد هذه القناة من الخلف لوح الكتف ومن الأمام الترقوة ومن الجانب الوسطي الضلع الأول من اقفص الصدري. يمر من خلال هذه القناة العصب الصدري الطويل بالإضافة إلى الأوعية الدموية الإبطية والضفيرة العضدية، وهي شبكة عصبية معقدة تنشأ جذورها من أزواج الأعصاب الشوكية العنقية الخامسة والسادسة والسابعة والثامنة والزوج الأول من الأعصاب الشوكية الصدرية ثم تمر عبر القناة العنقية الإبطية.